# Товарищество с ограниченной ответственностью
Товарищество с ограниченной ответственностью (общепринятое сокращение — ТОО) — вид хозяйственной организации, создаваемой по соглашению юридических или физических лиц путём объединения их вкладов в денежной или натуральной форме.
ТОО имеет разделённый на доли уставный фонд, размер которого определяется уставными документами, и несёт ответственность по обязательствам только в пределах своего вклада. Высшим органом управления является собрание участников (или назначаемых ими представителей). Исполнительным органом может быть дирекция или директор. Контроль за ней (ним) осуществляет ревизионная комиссия. При решении вопросов на собрании участников количество голосов определяется пропорционально размеру пая каждого участника в уставном фонде. При оплате пая члену общества выдается паевое свидетельство, которое не является ценной бумагой и не может быть продано другому лицу без разрешения общества.
Законодательством западных стран предусматривается меньший контроль со стороны государства за созданием и деятельностью ТОО, чем при учреждении и деятельности акционерных обществ: для учреждения ТОО достаточно двух участников (против пяти-семи для акционерного общества), управление им может осуществлять один управляющий, отсутствуют требования для публикации годовых отчетов, изменений в уставе и капитале. Максимальный размер капитала для функционирования ТОО не установлен, что позволяет создавать не только мелкие и средние, но и крупные предприятия. Препятствием для крупномасштабной деятельности с использованием формы ТОО служит запрещение им выпускать ценные бумаги. В ряде стран ТОО имеют перед акционерными обществами преимущества финансового характера, в частности при налогообложении прибылей.

## Россия
ТОО в России появилось с 1922 года с принятием ГК РСФСР. Как организационно-правовая форма перестала существовать в декабре 1994 года после опубликования первой части Гражданского кодекса. Вместо ТОО появились общества с ограниченной ответственностью.

## Казахстан
Товарищество с ограниченной ответственностью в Казахстане представляет собой учреждённое одним или несколькими юридическими и/или физическими лицами хозяйственное общество, уставный капитал которого разделён на доли от размеров.
На основании Закона Республики Казахстан «О товариществах с ограниченной и дополнительной ответственностью», товарищество с ограниченной ответственностью имеет фирменное наименование, которое должно содержать наименование товарищества, а также слова «товарищество с ограниченной ответственностью» или аббревиатуру «ТОО».